# Tamás Barnabás
Tamás Barnabás (Putnok, 1952. szeptember 26. –) magyar politikus, 1990–1994-ben Putnok alpolgármestere, majd 1994-től a város polgármestere, 2010 és 2014 között országgyűlési képviselő.

## Életrajza
Tamás Barnabás 1952. szeptember 26-án született, Putnokon, munkás családból származott, édesapja bányász. Általános iskolai tanulmányait Putnokon, a közép- és szakiskoláit Miskolcon végezte. A békéscsabai Tessedik Sámuel Főiskola Gazdasági Karán szerzett diplomát. 1970-től 1986-ig a Borsod-Abaúj-Zemplén megyei Fényképész Szövetkezetnél, majd 1990-ig a Kispesti Textilgyár putnoki Pamutfonó Üzemében dolgozott, másodállásban pedig a Bányász Művelődési Házat vezette, illetve a Dubicsányi Kastély Üdülő kulturális és szabadidős programjait szervezte. Katonai szolgálatot 1972–1974 között teljesített Szabadszálláson és Lentiben. Viszonylag fiatalon, 33 évesen, 1985-ben vállalt közéleti szereplést, először közvetlen lakókörnyezetében tanácstagként. 1990-ben Putnok alpolgármesterének választották. 1994-től napjainkig a város polgármestere. 2010 és 2014 között országgyűlési képviselő.

## Politikai pályafutása

### 1990–1994
Hatékony munkája eredményeként a rendszerváltást követően 1990-ben önkormányzati képviselővé, illetve alpolgármesterré választották. A választást követően súlyos autóbalesetet szenvedett, hónapokig kórházi ápolásra, majd hosszú időre rehabilitációra szorult. Franciaországi tanulmány útjait követően 1992-ben gyermek- és ifjúsági önkormányzatot indított Putnokon. 1993-ban létrejött a Magyarországon maradt 22 gömöri települést összefogó Gömöri Településszövetség, ahol elnöki tisztséget töltött be. 

### 1994–1998
Képviselői és alpolgármesteri munkája olyannyira eredményesnek bizonyult, hogy a következő, 1994-es önkormányzati választáson a polgármesteri posztot eredményezte számára. Tamás Barnabás sokirányú érdeklődéssel érkezett a pályára. Nagymértékben eladósodott, szinte romokban heverő, a régióban korábbi rangját elvesztő városban kezdte a munkát. Ugyanebben az évben a Gömöri Településszövetség jóvoltából tagja lett a megyei közgyűlésnek. 1995-ben a Putnok és Térsége Önkormányzati Társulás elnöke lett. 1997-ben megválasztották az országban működő Települési Gyermekönkormányzatokat Segítők Egyesülete elnökének.

### 1998–2002
1998-ban a Putnok Városért Egyesület jelöltjeként választották újra polgármesternek. Ugyanezen évben megkapta a „Putnok Városért” plakettet és „Az Év Embere” kitüntetést. 1999-ben támogatásával útjára indult a Gömör Expo, amely azóta határon átnyúló vásárrá és fesztivállá nőtte ki magát. Ennek okán a Debreceni Kossuth Lajos Tudományegyetem Néprajzi Tanszéke a Pro Gömör Díjat adományozta neki. Több évi vegetálás után lassan visszatért Putnokra az élet, újból egy polgáriasodott kisváros alakulása felé tartott a település. 2000. július 7-én Putnokon írták alá a Sajó-Rima Eurorégió Határon Átnyúló Együttműködését, melynek 279 szlovákiai és 153 hazai település vált tagjává, amely egymillió embert érint. Ekkor megbízást kapott a magyar oldal elnöki teendőinek ellátására. Ugyanezen évben Putnok Város Önkormányzatától „Az Év Embere” kitüntetést kapta, melyet a következő évben ismét megszerzett. 2001-ben megkapta továbbá a Magyar Köztársaság Belügyminiszterétől A Köz Szolgálatáért Érdemjel ezüst fokozatát.

### 2002–2006
A 2002-es önkormányzati választások során a Fidesz-KDNP és a Putnok Városért Egyesület színeiben induló Tamás Barnabás és testülete tovább erősödött. Ugyanezen évben az Ózd-Putnok Térségi Többcélú Társulás elnökévé választották, melynek korábban alelnöke volt. A régió gazdasági, idegenforgalmi, kulturális fejlesztésére fordított elkötelezett munkájának eredményeképpen 2003-ban a Gömör Expo történelmi pillanatot élt meg, ugyanis egyszerre vett részt a rendezvényen a szlovák és a magyar köztársasági elnök Rudolf Schuster és Mádl Ferenc, mely eseményt a Polgármesteri Hivatal falán máig emléktábla őriz és melynek okán Rudolf Schuster ezüst emlékérmet adományozott Tamás Barnabásnak.

### 2006–2010
2006-ban a helyhatósági választáson az ismét a Fidesz-KDNP és a PVE színeiben induló Tamás Barnabás és képviselői többséggel megnyerték az önkormányzati választásokat. Ugyanezen évben ismét beválasztották a Megyei Közgyűlésbe, ahol a Szociális és Gyermekvédelmi Bizottság elnöke és az Egészségügyi Bizottság tagja. Az ebben a ciklusban lefektetett gazdasági program lett végül az alapja a 2010 utáni fejlődésnek. Ebben az időszakban emelkedett csúcspontjára a lengyel testvérvárosi kapcsolat, ugyanis Tamás Barnabás közbenjárásával, Putnokon és Nowy Żmigródban misézett együtt a rzeszóvi és az egri érsek, amely esemény nem csak az egyház, hanem a város életében is kiemelkedő volt.

### 2010–2014
2010-ben a Putnok Városért Egyesület és a Fidesz-KDNP színeiben úgy választották polgármesterré, hogy vele együtt minden képviselőjelöltje mandátumot szerzett. Ugyanezen évben a kazincbarcikai 7.sz. választókerület FIDESZ-KDNP jelöltjeként egyéni országgyűlési képviselői mandátumot szerzett. Ez annál is inkább kiemelkedő eredménynek számít, mivel a 2010-es időszakot megelőzően ebben a választókerületben nem volt jobboldali országgyűlési képviselő. Ember feletti munkát kívánt a „szocialista fellegvárban” olyan bázist felépíteni, mely a jobboldal győzelmét eredményezte, s mely a kemény alapoknak köszönhetően 2014-ben és 2018-ban is sikert hozott a kormányzó pártnak. Még ebben az évben és az ezt követőben is ismét az „Év Embere” kitüntetéssel díjazta Putnok Város Önkormányzata. 2011-ben országgyűlési képviselőként részt vett Magyarország Alaptörvényének kidolgozásában és jelen volt annak húsvéti elfogadásán. Ebben a ciklusban a város vagyona jelentősen gyarapodott, közintézményei mind felújításra kerültek, nyertes pályázatok sokasága ment végbe, így Putnok folyamatosan fejlődő pályára került. Közbenjárására 2013. január 1-jén a város visszanyerte járási székhelytelepülési rangját.

### 2014–2019
2014-ben indult az első öt éves önkormányzati ciklus az ország életében. A Putnok Városért Egyesület és a Fidesz-KDNP jelöltjei, polgármesterjelöltként az élen Tamás Barnabással másodjára is 100%-os arányban kerültek be a testületbe. Ebben a terminusban a polgármester a Megyei Közgyűlés pénzügyi bizottságát is vezette. Ez időszak alatt számos olyan beruházás ment végbe a városban, amely annak infrastruktúráját, élhetőségét, modernizálódását hivatott elősegíteni. Felépült a Putnoki Tanuszoda, különálló Bölcsőde épülettel bővült a Soldos Emília óvoda, Fitnesz Parkot építettek ki, épületenergetikai korszerűsítéseket hajtottak végre. Putnok ezek által 21. századi modern kisvároshoz méltó településsé vált.
Egy 2018 februárjában rendezett kistérségi társulási tanácson obszcén stílusban megfenyegette a környező települések polgármestereit: Ha nem a Fidesz képviselőjére szavaznak az országgyűlési választáson, bosszút fog állni rajtuk.
2019-ben a Putnok város érdekében végzett több évtizedes kimagasló színvonalú településvezetői munkája elismeréséül, Orbán Viktor miniszterelnök felterjesztésére, Áder János köztársasági elnök a „Magyar Érdemrend Lovagkereszt” kitüntetést adományozta neki.

### 2019–
2019-ben az országon is egyedülálló módon harmadjára is 100%-os arányban választotta meg Putnok lakossága a Fidesz-KDNP-PVE jelöltjeit, valamint polgármesternek Tamás Barnabást. A 2020-as év elején a Falvak Kultúrájáért Alapítvány a település életminősége fejlesztéséért a Magyar Kultúra Lovagjává avatta.
2022 szeptemberében a Helyi Önkormányzatok Napja alkalmából Dr. Pintér Sándor belügyminiszter a Helyi Önkormányzatokért Miniszteri Díjat adományozta részére.

## Díjai, kitüntetései
- 1998 – „Az Év Embere” kitüntetés – Putnok Város Önkormányzata
- 1998 – „Putnok Városért” Plakett – Putnok Város Önkormányzata
- 1999 – Pro Gömör Díj – Debreceni Kossuth Lajos Tudományegyetem Néprajzi Tanszéke
- 2000 – „Az Év Embere” kitüntetés – Putnok Város Önkormányzata
- 2001 – „Az Év Embere” kitüntetés – Putnok Város Önkormányzata
- 2001 – A közszolgálatáért érdemjel ezüst fokozata – Magyar Köztársaság Belügyminisztere
- 2003 – Rudolf Shuszter, a Szlovák Köztársaság elnöke által átnyújtott ezüst emlékérem a Putnokon megtartott államelnökök találkozóján
- 2003 – Szent György Lovagrend pallosa
- 2010 – Az „Év Embere” – Putnok Város Önkormányzata
- 2011 – Az „Év Embere” – Putnok Város Önkormányzata
- 2016 – Lengyel Köztársaság Ezüst Érdemkeresztje
- 2017 – „20 éves Partneri Együttműködésért” Plakett – Tiszolc Város
- 2019 – A Magyar Érdemrend lovagkeresztje – /Putnok város érdekében végzett több évtizedes kimagasló színvonalú településvezetői munkája elismeréséül/
- 2020 – A Magyar Kultúra Lovagjává avatta A Falvak Kultúrájáért Alapítvány, a település életminősége fejlesztéséért
- 2022 – Helyi Önkormányzatokért Miniszteri Díj- Dr. Pintér Sándor, Belügyminisztérium